# Toshio Miyaji
Toshio Miyaji (宮地 利雄 Miyaji Toshio?) fue un futbolista japonés que se desempeñaba como centrocampista.
Miyaji fue elegido para integrar la selección nacional de Japón para los Juegos del Lejano Oriente de 1925, donde disputó 2 encuentros.

## Trayectoria

### Clubes
| Club     | País  | Año  |
| -------- | ----- | ---- |
| Osaka SC | Japón | ???? |

### Selección nacional
| Selección | País  | Año  |
| --------- | ----- | ---- |
| Absoluta  | Japón | 1925 |

## Estadística de equipo nacional
| Selección de Japón | Selección de Japón | Selección de Japón |
| Año                | Part.              | Goles              |
| ------------------ | ------------------ | ------------------ |
| 1925               | 2                  | 0                  |
| Total              | 2                  | 0                  |